# Príbovce
Príbovce (in ungherese Pribóc) è un comune della Slovacchia facente parte del distretto di Martin, nella regione di Žilina.